# Famille von Vieregg
 (août 2024).
La famille von Vieregg, également appelée Vieregge, Viereggen ou Viereck, est une famille faisant partie de la première noblesse du Mecklembourg et acquièrent également une certaine renommée en Bavière, en Prusse et au Danemark. Des branches de la famille se sont perpétuées jusqu'à nos jours.

## Histoire

### Mecklembourg
La lignée des Vieregge apparaît d'abord avec les frères Diedrich et Grubo Vereghe, cités dans les documents de 1346, 1347 et 1349. La lignée continue de la lignée de la famille avec Grubo Vereghe, seigneur héréditaire de Blengow, écuyer et chambellan du duc Albert Ier. Un chevalier Otto est seigneur héréditaire de Wokrent en 1348. Rossewitz (de) et Weitendorf sont d'autres domaines familiaux du Mecklembourg. En 1375, Otto Vieregge vend sa moitié des villages de Moisling, Niendorf et Reecke à Hermann von Osenbrügge (de). En 1499, la famille vend le village de Glasewitz aux ducs de Mecklembourg. Dans l'évêché de Schwerin (de), les Vieregg détiennent la maréchaussée de la cour. En 1523, les Vieregg sont co-signataires de l'Union des États. De 1498 à 1508, Sophie von Vieregge est prieure de l'abbaye de Dobbertin. Elise von Vieregge (1866-1951), mariée à Wilhelm von Amsberg (1856-1929), est la grand-mère paternelle du prince consort néerlandais Claus von Amsberg et donc l'arrière-grand-mère de l'actuel roi Willem-Alexander.
Dans le registre d'inscription de Dobbertin, tenu de 1696 à 1918, on trouve 14 filles de la famille von Vieregg(e) de 1739 à 1876, originaires de Kobrow, Steinhausen, Wattmannshagen et Weitendorf, qui sont admises dans le couvent de dames nobles de cette ville.

### Bavière
En 1552, Paul Vieregg s'engage au service militaire du duc Albert de Bavière. Il se marie en 1556 avec une Schellenberg (de) et meurt en tant que bailli d'Höchstadt. De 1597 à 1833, le château de Gerzen (de) est la propriété de la branche bavaroise. En 1615, Dietrich Vieregg, seigneur héritier de Görtzen (Gerzen), obtient la liberté de noblesse ducale et bavaroise. Son fils, Wolf Heinrich Viereckh, chambellan et maître tranchoir de la cour de l'électeur de Bavière et de l'électeur de Cologne, obtient le 28 juillet 1663 l'autorisation de s'écrire von Viereckh. Ses fils, l'héritier de Görtzen Ferdinand Joseph, le conseiller de chambre de la cour du prince-évêque de Frisingue Maximilian Joseph et Georg Florian Erasmus, sont élevés au rang de baron d'Empire par l'empereur Léopold Ier le 10 décembre 1692. Pendant le vicariat bavarois, l'élévation au rang de comte d'Empire a lieu le 1er mars 1790 pour le conseiller privé, chambellan et écuyer en chef de l'électorat bavarois Matthäus von Vieregg (de) (1719-1802), fils du baron Ferdinand Joseph zu Görtzen. Le comte Franz Joseph von Vieregg, fils de Matthäus, seigneur de Tutzing et major général bavarois, s'immatricule dans la classe des comtes bavarois de la chevalerie le 18 mars 1809. L'immatriculation dans la classe des barons de la chevalerie a lieu le 3 février 1813.
Le comte Matthäus von Vieregg (de) (1719-1802) fonde le 14 avril 1846 le fidéicommis familial bavarois pour les biens de la famille en Haute-Bavière et en Basse-Bavière.
À Tutzing, la rue Graf-Vieregg porte le nom de la famille. Des épitaphes des Vieregg se trouvent dans l'église Saint-Pierre-et-Saint-Paul à Feldafing ainsi que dans l'ancienne église paroissiale du même nom à Tutzing.

### Prusse
En 1590, la famille s'installe sur le domaine de Vorwerk, près de Lassan, en Poméranie-Occidentale. Matthias Viereggen a acheté le domaine à son gendre Joachim Zitzewitz avec l'autorisation du duc. Dès 1603, la 
la justice du château n'a été confirmée qu'en 1613 au fils de Matthias, Jakob Viergge. Ce dernier vend sa part de Relzow à Rudolph von Elwern en 1639, après quoi la famille n'apparaît plus en Poméranie jusqu'à nouvel ordre.
Adam Otto von Viereck (1684-1758), seigneur de Weitendorf et Wattmannshagen, conseiller privé de l'électorat de Brandebourg et commissaire en chef de la guerre, reçoit l'indigénat prussien en août 1692 à Clèves.
Henriette Dorothea Ursula Katharina von Viereck (morte en 1854), fille de l'Obermundschenk royal prussien Georg Ulrich von Viereck, est maîtresse de Lossow et première dame de compagnie et d'État auprès de la reine Louise, elle est élevée au rang de comte prussien le 30 mars 1834. En 1836, elle fait construire le manoir de Sillginnen (de) en Prusse-Orientale par Schinkel.

### Danemark
Adam Otto von Viereck (de) (1634-1717), est ambassadeur de Prusse à Copenhague de 1698 à 1706. Sa fille Elisabeth Helene von Vieregg (1679-1704), d'abord dame de compagnie de la sœur du prince héritier, la princesse Sophie Hedwig (1677-1735), devient en 1699 la maîtresse de Frédéric IV de Danemark. Le 6 septembre 1703, elle est élevée à la dignité de comte danois. Elle meurt cependant en couches avec un garçon, Frederik Gyldenløve (1704-1705), à la suite de quoi le roi conclut une autre relation morganatique.
Le 28 mars 1776, la noblesse danoise est donnée pour Frederik Ludvig von Viereck de la branche de Kobrow. Il est chambellan royal danois et, plus tard, bailli et gouverneur de Fehmarn. Il fonde la branche danoise de la famille.
Le gouverneur danois de Norvège de 1712 à 1713, Claus Henrik Vieregg, le major général danois Julius Johann von Vieregg (1689-1756) ou le diplomate danois Cuno Hans von Vieregg (1728-1795) acquièrent également une plus grande notoriété au service du Danemark.

## Possessions

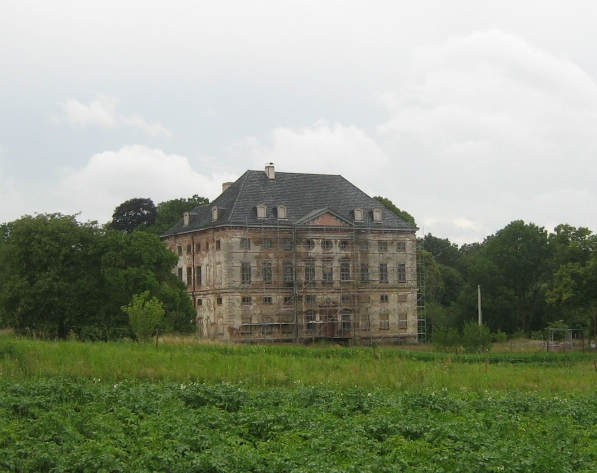
, construit de 1657 à 1680 par Joachim Heinrich von Vieregge

- dans le Mecklembourg: Altenhagen, Groß Belitz, Benitz, Blengow, Bresen, Bristow, Bubzien, Bussewitz, Dettmannsdorf, Dudinghausen, Galtzien, Glasewitz, Gramtzow, Gremmelin, Güstow, Kobrow, Groß und Klein Kranckow, Kronskamp, Groß et Klein Lantow, Levkendorf, Mierendorf, Moisling, Moysal, Niendorf, Püchow, Raden, Reecke, Roggow, Rossewitz (de), Spoitgendorf (jusqu'en 1753), Steinhagen, Steinhausen, Subsin/Subzien, Vinstorf, Wattmannshagen, Weitendorf, Wichmannsdorf, Wentorff, Woland, Wokrent, Wustrow, Zabkendorf et Ziersdorf

- en Bavière: Bertensdorf, Furtharn, Garatshausen, Gerzen (de), Götzdorf, Hilpoltstein, Lay, Pähl, Rösselsberg, Sattelthambach, Starnberg, Schöllnach, Seiboldsdorf, Thürnthenning, Tutzing, Weinsfeld et Wieling

- au Danemark: Antvorskov

- en Prusse: Kampenbruch, Karschau, (Kuglacken), (Megussen), Postehnen et Sillginnen (de)

- en Poméranie: Borrentin, Plüggentin, Jasedow, Papendorf, Pulow, Relzow, Vorwerk bei Lassan et Warnekow

- en Brandebourg: Birkholz, Carow, Buch, Cossar und Lossow avec Buschmühle

- en Hanovre: Schwanewede

## Armoiries

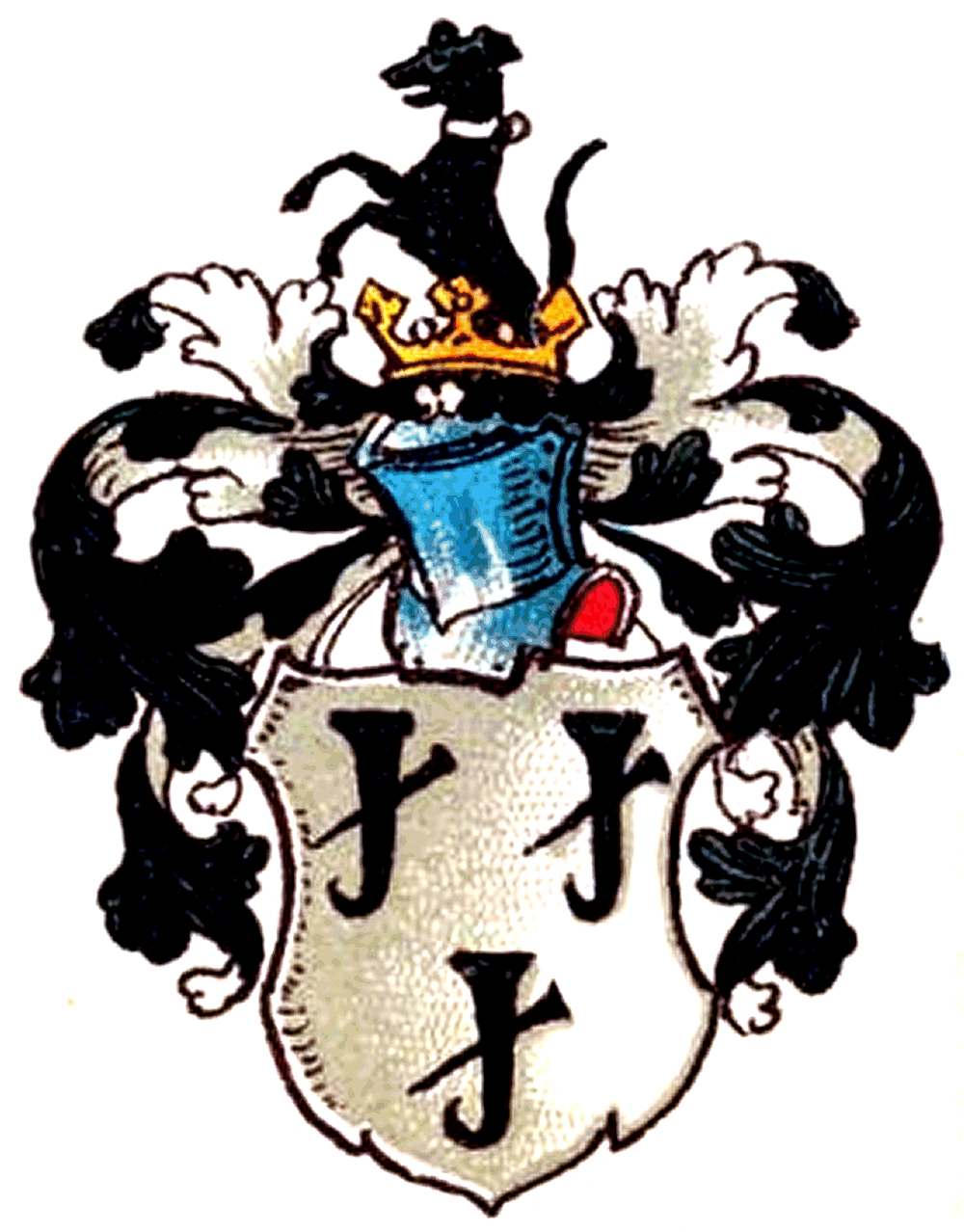
Armoiries de la famille von Vieregg

Les armoiries montrent en argent 3 (2, 1) cors de chasse ou crochets de puits noirs, rouges à l'intérieur, posés en biais à gauche et surmontés d'un crochet noir. Sur le heaume couronné aux couvertures noires et argentées, un lévrier noir en pleine croissance avec un collier d'or.

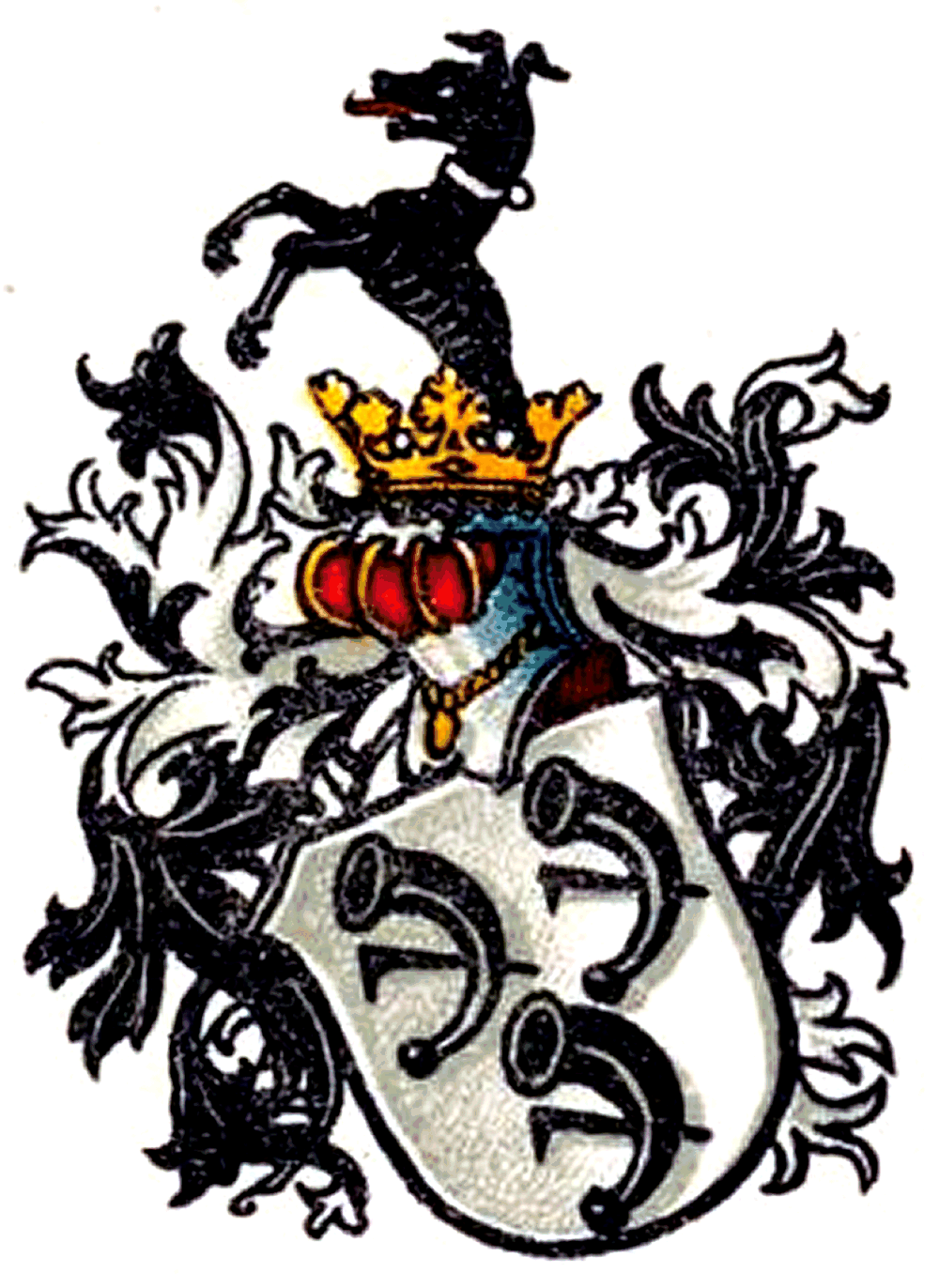
Variante d'armoiries des Vieregg
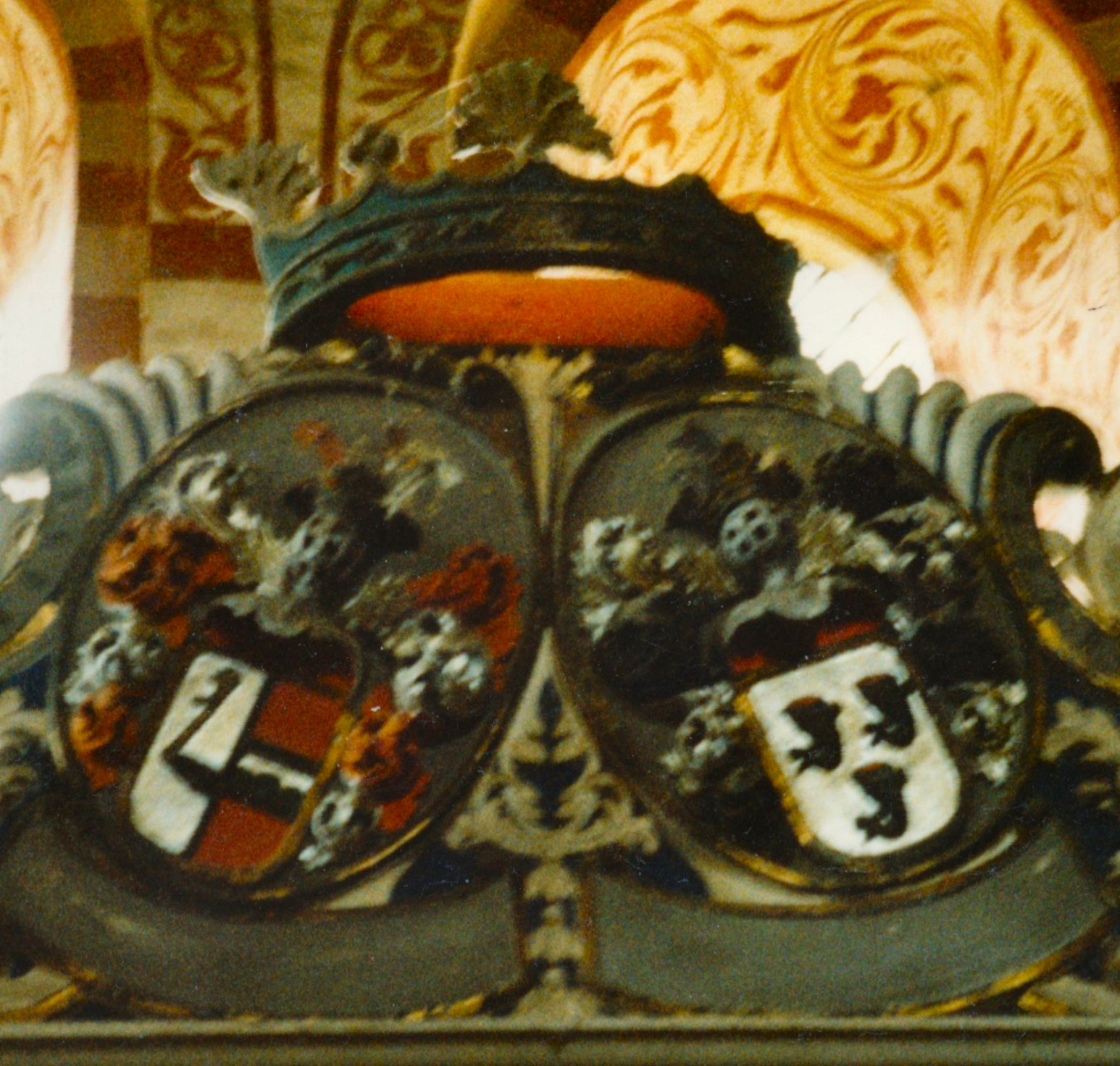
Armoiries sur la loge patronale de l'église d'Hohen Sprenz
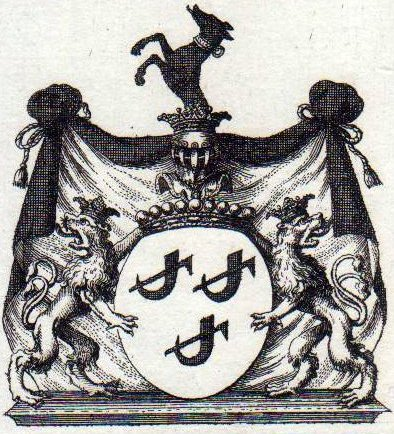
Armoiries des comtes Vieregg

## Personnalités

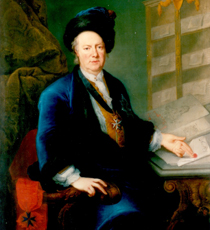
Adam Otto von Viereck, ministre d'État prussien

- Adam Otto von Viereck (de) (1634-1717), président de la chambre du duc de Mecklembourg-Güstrow et ambassadeur de Prusse à Copenhague
- Claus Henrik von Vieregg (1655-1713), gouverneur de Norvège de 1712 à 1713
- Comtesse Elisabeth Helene von Vieregg (1679-1704), maîtresse et épouse secrète de Frédéric IV de Danemark
- Adam Otto von Viereck (1684-1758), ministre d'État et conseiller privé prussien, chevalier de l'ordre de l'Aigle noir
- Carl Henrik von Vieregg (1686-1747), conseiller d'État danois, conseiller privé et bailli à Hadersleben, prévôt de la cathédrale de Hambourg
- Julius Johann von Vieregg (1689-1756), major général danois
- Matthäus von Vieregg (de) (1719-1802), conseiller privé de l'Électeur de Bavière, chambellan et maître d'écurie, ministre de la conférence pour les affaires étrangères, ainsi que bailli et maître forestier à Höchstadt, en 1769 grand-croix de l'ordre de Saint-Hubert et commandeur de l'ordre de Saint-Georges
- Friedrich Ludwig Matthias von Vieregge auf Subzin, maître de cavalerie, 1761-1768 proviseur de l'abbaye de Dobbertin
- Adam Otto von Vieregge auf Steinhausen, chambellan, 1798-1820 proviseur de l'abbaye de Dobbertin
- Christian Friedrich von Viereck (de) (1725-1777), major général prussien
- Cuno Hans von Vieregg (1728-1795), diplomate danois
- Ernst Vollrad von Vieregge (de) (1744-1816), major général prussien
- Comte Friedrich von Vieregg (1752-1843), major général de l'électorat bavarois, grand-croix de l'Ordre de Malte, commandeur de la commanderie de Landsberg et conseiller privé, en 1802 il était seigneur de la cour de Tutzing.
- Baron Anton von Vieregg (de) (1755-1830), général de l'armée bavaroise et titulaire de la croix de commandeur de l'ordre militaire de Maximilien-Joseph de Bavière.
- Henriette comtesse de Viereck (1766-1854), première dame d'honneur de la reine Louise, fait construire en 1836 le manoir de Sillginnen (de) par Schinkel.
- Comte Karl Matthäus von Vieregg (1798-1864), lieutenant du 1er régiment de hussards, major général de la Landwehr, colonel à la suite et chevalier de Malte
- Comte Friedrich Max von Vieregg (1833-1866), intendant de l'armée impériale et royale et officier de hussards
- Gustav von Viereck (de) (1845-1906), propriétaire d'un manoir et député du Reichstag
- Elise von Vieregge (1866-1951), arrière-grand-mère du roi des Pays-Bas Willem-Alexander et grand-mère du prince consort Claus von Amsberg
- Hans von Viereck (1872-1943), lieutenant-général allemand
- Henning von Vieregge (de) (né le 27 août 1872 à Steinhausen bei Neuburg et mort le 3 mai 1945 dans la même ville), officier
- Henning von Vieregge (de) (né en 1946), docteur en droit sous la direction de Karl Dietrich Bracher, directeur général du Gesamtverband Kommunikationsagenturen GWA de 1996 à 2008, président du conseil de fondation de la Fondation Collaboration (de) de 2011 à 2012, président de l'Aktion Gemeinsinn (de) e.V., Bonn, de 2012 à sa dissolution en 2015.
- Konrad von Viereck (né en 1947), ancien directeur de McCann Erickson Allemagne et Europe de l'Est, directeur de la fondation de la Haute école des sciences appliquées d'Hambourg